# Football Club de Metz 2019-2020 (femminile)
Questa voce raccoglie le informazioni riguardanti il Football Club de Metz nelle competizioni ufficiali della stagione 2019-2020.

## Divise e sponsor
La grafica era la stessa utilizzata dalla squadra maschile del Metz. Main sponsor era il gruppo di concessionarie di automobili CAR Avenue, mentre quello tecnico, forniture delle tenute da gioco era Nike.
| Casa | Trasferta |

## Organigramma societario
Area tecnica
- Allenatore: David Fanzel
- Vice allenatori: Eric Brusco, Michel Antoine
- Preparatore dei portieri:
- Preparatore atletico:
- Medico sociale:

## Rosa
Rosa, ruoli e numeri di maglia tratti dal sito societario e Footofeminin.fr, aggiornati al 31 gennaio 2020.
| N. |                        | Ruolo | Calciatrice        |
| -- | ---------------------- | ----- | ------------------ |
| 1  | Francia (bandiera)     | P     | Justine Lerond     |
| 2  | Stati Uniti (bandiera) | A     | Sh'nia Gordon      |
| 3  | Algeria (bandiera)     | D     | Morgane Belkhiter  |
| 4  | Francia (bandiera)     | C     | Julie Pasquereau   |
| 6  | Francia (bandiera)     | C     | Hélène Fercocq     |
| 7  | Portogallo (bandiera)  | A     | Jassie Vasconcelos |
| 8  | Francia (bandiera)     | C     | Melissa Godart     |
| 9  | Francia (bandiera)     | A     | Amelie Delabre     |
| 10 | Francia (bandiera)     | C     | Christy Gavory     |
| 11 | Francia (bandiera)     | C     | Maureen Bigot      |
| 14 | Scozia (bandiera)      | C     | Christy Grimshaw   |

| N. |                        | Ruolo | Calciatrice           |
| -- | ---------------------- | ----- | --------------------- |
| 16 | Stati Uniti (bandiera) | P     | Sydney Drinkwater     |
| 17 | Turchia (bandiera)     | D     | İpek Kaya             |
| 18 | Francia (bandiera)     | D     | Celia Rigaud          |
| 19 | Canada (bandiera)      | D     | Amandine Pierre-Louis |
| 20 | Francia (bandiera)     | C     | Justine Rougemont     |
| 21 | Francia (bandiera)     | C     | Clara Petitjean       |
| 22 | Camerun (bandiera)     | D     | Easther Mayi Kith     |
| 23 | Francia (bandiera)     | C     | Lauriane Robert       |
| 24 | Francia (bandiera)     | A     | Joys Sarpong          |
| 26 | Francia (bandiera)     | A     | Meryll Wenger         |
| 27 | Turchia (bandiera)     | A     | Melike Pekel          |

## Calciomercato

### Sessione estiva
| Acquisti | Acquisti          | Acquisti            | Acquisti   |
| R.       | Nome              | da                  | Modalità   |
| -------- | ----------------- | ------------------- | ---------- |
| D        | Charlotte Lorgeré | Guingamp            | definitivo |
| A        | Melike Pekel      | Paris Saint-Germain | definitivo |

| Cessioni | Cessioni         | Cessioni            | Cessioni   |
| R.       | Nome             | a                   | Modalità   |
| -------- | ---------------- | ------------------- | ---------- |
| p        | Manon Heil       | Nancy               | definitivo |
| D        | Pauline Dechilly | Digione             | definitivo |
| C        | Selen Altunkulak | Olympique Marsiglia | definitivo |
| C        | Léa Khelifi      | Paris Saint-Germain | definitivo |
| A        | Marina Fëdorova  | Betis               | definitivo |

### Sessione invernale
| Acquisti | Acquisti              | Acquisti     | Acquisti   |
| R.       | Nome                  | da           | Modalità   |
| -------- | --------------------- | ------------ | ---------- |
| P        | Devon Kerr            | Houston Dash | definitivo |
| D        | Easther Mayi Kith     | Montpellier  | definitivo |
| A        | Amandine Pierre-Louis | Sky Blue     | definitivo |

| Cessioni | Cessioni      | Cessioni          | Cessioni   |
| R.       | Nome          | a                 | Modalità   |
| -------- | ------------- | ----------------- | ---------- |
| P        | Devon Kerr    | Washington Spirit | definitivo |
| A        | Meryll Wenger | Orléans           | definitivo |

## Risultati

### Division 1

#### Girone di andata
| Arbitro: | Di Benedetto |

|                         |           |  |
| Robert 30’ Fleury 90+4’ | Marcatori |  |

| Arbitro: | Elbour |

|            |           |                                                   |
| Gordon 59’ | Marcatori | 53’, 66’, 74’, 92’ Diani 60’ Katoto 90+4’ Däbritz |

| Arbitro: | Bartnik |

|                             |           |                         |
| Catala 48’ Butel 76’ (rig.) | Marcatori | 6’ Rougemont 30’ Gordon |

| Arbitro: | Soriano |

|  |           |                        |
|  | Marcatori | 14’ Cambot 77’ Lahmari |

| Arbitro: | Elbour |

|                                          |           |              |
| Cardia 45’ Pizzala 64’ (rig.) Caputo 71’ | Marcatori | 23’ Grimshaw |

| Arbitro: | Vanderstichel |

|                                    |           |  |
| Petermann 39’ Gauvin 61’ Léger 85’ | Marcatori |  |

| Arbitro: | Guillot |

|  |           |              |
|  | Marcatori | 66’ Herreraj |

| Arbitro: | Elbour |

|                                   |           |                   |
| Bussaglia 48’ (rig.) Barbance 84’ | Marcatori | 52’ (rig.) Wenger |

| Arbitro: | Rehe |

|  |           |                                             |
|  | Marcatori | 23’ (aut.) Lerond 53’, 84’ Shaw 78’ Lavogez |

| Arbitro: | Laur |

|  |           |                       |
|  | Marcatori | 55’ Gadéa 61’ Makanza |

| Arbitro: | Savina Elbour |

|                                                                |           |  |
| Hegerberg 12’, 45’ (rig.), 75’ Mbock Bathy 35’, 38’ Parris 61’ | Marcatori |  |

#### Girone di ritorno
| Arbitro: | Di Benedetto |

|  |           |                                      |
|  | Marcatori | 67’ Geyoro 69’ Puntigam 85’ Le Bihan |

| Arbitro: | Catania |

|               |           |  |
| Romanenko 88’ | Marcatori |  |

| Arbitro: | Soriano |

|                                                  |           |            |
| Khelifi 1’ Katoto 33’, 41’, 83’ Nadim 49’ (rig.) | Marcatori | 58’ Gordon |

| Longeville-Les-Metz 18 gennaio 2020, ore 14:30 CET 15ª giornata | Metz   | 0 – 0 referto | Guingamp | Stadio Dezavelle (169 spett.)\| Arbitro: \| Collin \| |
| Arbitro:                                                        | Collin |               |          |                                                       |

| Arbitro: | Di Benedetto |

|            |           |                         |
| Delabre 7’ | Marcatori | 6’ Rodrigues 86’ Lavaud |

| Le Bouscat 15 marzo 2020, ore 17:30 CET 17ª giornata | Bordeaux | – Annullata | Metz | Stade Sainte-Germaine |

| 28 marzo 2020, ore CET 18ª giornata | Metz | – Annullata | Paris FC |  |

| 4 aprile 2020, ore --:-- CEST 19ª giornata | Fleury | – Annullata | Metz |  |

| 18 aprile 2020, ore --:-- CEST 20ª giornata | Metz | – Annullata | Olympique Lione |  |

| 16 maggio 2020, ore --:-- CEST 21ª giornata | Soyaux | – Annullata | Metz |  |

| 30 maggio 2020, ore --:-- CEST 22ª giornata | Metz | – Annullata | Olympique Marsiglia |  |

### Coppa di Francia
| Arbitro: | Maubacq |

|                                                  |                      |                                                     |
| Delabre 39’ Gordon 54’                           | Marcatori            | 3’, 12’ Gago                                        |
| Bigot Pasquereau Belkhiter Delabre Rigaud Godart | Tiri di rigore 5 – 4 | Gauvin Gago Blanchard Ouinekh Chaumette Dali-Storti |

| Arbitro: | Bartnik |

|  |           |                   |
|  | Marcatori | 69’ (aut.) Lakrar |

## Statistiche

### Statistiche di squadra
| Competizione     | Punti | In casa | In casa | In casa | In casa | In casa | In casa | In trasferta | In trasferta | In trasferta | In trasferta | In trasferta | In trasferta | Totale | Totale | Totale | Totale | Totale | Totale | DR  |
| Competizione     | Punti | G       | V       | N       | P       | Gf      | Gs      | G            | V            | N            | P            | Gf           | Gs           | G      | V      | N      | P      | Gf     | Gs     | DR  |
| ---------------- | ----- | ------- | ------- | ------- | ------- | ------- | ------- | ------------ | ------------ | ------------ | ------------ | ------------ | ------------ | ------ | ------ | ------ | ------ | ------ | ------ | --- |
| Division 1       | 2     | 8       | 0       | 1       | 7       | 2       | 20      | 8            | 0            | 1            | 7            | 5            | 24           | 16     | 0      | 2      | 14     | 7      | 44     | -37 |
| Coppa di Francia | -     | 1       | 0       | 1       | 0       | 2       | 2       | 1            | 0            | 0            | 1            | 1            | 7            | 2      | 0      | 1      | 1      | 3      | 9      | -6  |
| Totale           | -     | 9       | 0       | 2       | 7       | 4       | 22      | 9            | 0            | 1            | 8            | 6            | 31           | 18     | 0      | 3      | 15     | 10     | 53     | -43 |

### Andamento in campionato
| Giornata  | 1 | 2  | 3  | 4  | 5  | 6  | 7  | 8  | 9  | 10 | 11 | 12 | 13 | 14 | 15 | 16 | 17 | 18 | 19 | 20 | 21 | 22 |
| --------- | - | -- | -- | -- | -- | -- | -- | -- | -- | -- | -- | -- | -- | -- | -- | -- | -- | -- | -- | -- | -- | -- |
| Luogo     | T | C  | T  | C  | T  | T  | C  | T  | C  | C  | T  | C  | T  | T  | C  | C  | -  | -  | -  | -  | -  | -  |
| Risultato | P | P  | N  | P  | P  | P  | P  | P  | P  | P  | P  | P  | P  | P  | N  | P  | -  | -  | -  | -  | -  | -  |
| Posizione | 8 | 11 | 10 | 11 | 11 | 12 | 12 | 12 | 12 | 12 | 12 | 12 | 12 | 12 | 12 | 12 | -  | -  | -  | -  | -  | -  |

Legenda:

Luogo: C = Casa; T = Trasferta. Risultato: V = Vittoria; N = Pareggio; P = Sconfitta.

### Statistiche delle giocatrici
| Giocatore       | Division 1 | Division 1 | Division 1  | Division 1 | Coppa di Francia | Coppa di Francia | Coppa di Francia | Coppa di Francia | Totale   | Totale | Totale      | Totale     |
| Giocatore       | Presenze   | Reti       | Ammonizioni | Espulsioni | Presenze         | Reti             | Ammonizioni      | Espulsioni       | Presenze | Reti   | Ammonizioni | Espulsioni |
| --------------- | ---------- | ---------- | ----------- | ---------- | ---------------- | ---------------- | ---------------- | ---------------- | -------- | ------ | ----------- | ---------- |
| M. Belkhiter    | 14         | 0          | 2           | 0          | 1                | 0                | 0                | 0                | 15       | 0      | 2           | 0          |
| M. Bigot        | 14         | 0          | 1           | 0          | 2                | 0                | 0                | 0                | 16       | 0      | 1           | 0          |
| T. Cammarata    | 0          | 0          | 0           | 0          | -                | -                | -                | -                | 0        | 0      | 0           | 0          |
| A. Delabre      | 16         | 1          | 2           | 0          | 2                | 1                | 0                | 0                | 18       | 2      | 2           | 0          |
| S. Drinkwater   | 0          | 0          | 0           | 0          | -                | -                | -                | -                | 0        | 0      | 0           | 0          |
| H. Fercocq      | 12         | 0          | 1           | 0          | 2                | 0                | 0                | 0                | 14       | 0      | 1           | 0          |
| C. Ficco        | -          | -          | -           | -          | -                | -                | -                | -                | -        | -      | -           | -          |
| A. Gauche       | -          | -          | -           | -          | -                | -                | -                | -                | -        | -      | -           | -          |
| C. Gavory       | 16         | 0          | 0           | 0          | 2                | 0                | 1                | 0                | 18       | 0      | 1           | 0          |
| C. Grimshaw     | 13         | 1          | 0           | 0          | 1                | 0                | 0                | 0                | 14       | 1      | 0           | 0          |
| M. Godart       | 10         | 0          | 4           | 0          | 2                | 0                | 0                | 0                | 12       | 0      | 4           | 0          |
| S. Gordon       | 16         | 3          | 0           | 0          | 2                | 1                | 0                | 0                | 18       | 4      | 0           | 0          |
| I. Kaya         | 12         | 0          | 8           | 0          | -                | -                | -                | -                | 12       | 0      | 8           | 0          |
| D. Kerr         | -          | -          | -           | -          | -                | -                | -                | -                | -        | -      | -           | -          |
| J. Lerond       | 16         | -44        | 1           | 0          | 2                | 0                | 0                | 0                | 18       | -44    | 1           | 0          |
| M. Levasseur    | 1          | 0          | 0           | 0          | 1                | 0                | 1                | 0                | 2        | 0      | 1           | 0          |
| C. Lorgeré      | 1          | 0          | 0           | 0          | -                | -                | -                | -                | 1        | 0      | 0           | 0          |
| E. Mayi Kith    | 4          | 0          | 0           | 0          | 1                | 0                | 0                | 0                | 5        | 0      | 0           | 0          |
| J. Pasquereau   | 15         | 0          | 4           | 0          | 2                | 0                | 0                | 0                | 17       | 0      | 4           | 0          |
| M. Pekel        | 8          | 0          | 0           | 0          | -                | -                | -                | -                | 8        | 0      | 0           | 0          |
| C. Petitjean    | 1          | 0          | 0           | 0          | 0                | 0                | 0                | 0                | 1        | 0      | 0           | 0          |
| A. Pierre-Louis | 2          | 0          | 0           | 0          | 1                | 0                | 0                | 0                | 3        | 0      | 0           | 0          |
| K. Ricks        | 1          | 0          | 0           | 0          | -                | -                | -                | -                | 1        | 0      | 0           | 0          |
| C. Rigaud       | 9          | 0          | 1           | 0          | 1                | 0                | 0                | 0                | 10       | 0      | 1           | 0          |
| L. Robert       | 0          | 0          | 0           | 0          | -                | -                | -                | -                | 0        | 0      | 0           | 0          |
| J. Rougemont    | 16         | 1          | 3           | 0          | 2                | 0                | 0                | 0                | 18       | 1      | 3           | 0          |
| J. Sarpong      | 10         | 0          | 2           | 0          | 1                | 0                | 0                | 0                | 11       | 0      | 2           | 0          |
| O. Schmeler     | 0          | 0          | 0           | 0          | -                | -                | -                | -                | 0        | 0      | 0           | 0          |
| J. Vasconcelos  | 9          | 0          | 0           | 0          | 0                | 0                | 0                | 0                | 9        | 0      | 0           | 0          |
| M. Wenger       | 7          | 1          | 0           | 0          | -                | -                | -                | -                | 7        | 1      | 0           | 0          |